# Челядзь
Че́лядзь (пол. Czeladź) — город в Польше, в Домбровском угольном бассейне. Входит в Силезское воеводство, Бендзинский повят. С 2018 года один из 41 города, образующего Гурношленско-Заглембскую Mетрополию. Имеет статус городской гмины. Занимает площадь 16,57 км². Население — 34 402 человека (на 2004 год).

## История
Челядзь является самым старым городом Домбровского Бассейна и одним из самых старых городов в Польше. Первое историческое упоминание о нем датируется 1228 годом. Статус города Челядзь обрела, скорее всего, в 1262 году. Тогда сформировался городской рынок и город был окружен фортификационными сооружениями. Возле дома общинного представителя, должность которого передавалась по наследству, возник новый центр власти — городской совет во главе с бургомистром. Заседания совета проходили в ратуше, с XVI века располагавшейся на рынке. В 1443 году город вошел в состав Севежского Княжества, находившегося во власти краковских епископов. В 1790 году княжество было инкорпорировано в состав Речи Посполитой, а Челядзь стала королевским городом. Два года спустя последний монарх Польши Станислав Август Понятовский утвердил привилегии города. Третий раздел Речи Посполитой постановил присоединить западные регионы Малопольши, в том числе Челядзи, к Пруссии, которая дала этим землям новое название — Новая Силезия. С 1807 года город, административно входил в состав Варшавского Княжества. В 1815—1816 годах Челядзь принадлежала Царству Польской, ставшему с 1832 года частью Российской Империи.
До второй половины XIX века Челядзь был городом ремесленников и аграриев, выполняя при этом роль локального приграничного центра торговли. В 1858 году были открыты первые залежи каменного угля. Во второй половине XIX века появились две шахты: «Сатурн» и «Челядзь». Город вошел в фазу интенсивного развития и начал приобретать характер промышленного. Обе шахты изначально были небольшими, но уже в начале XX века стали значительными предприятиями, вокруг которых строились очередные шахтерские микрорайоны. Сегодня они являются одними из наиболее интересных архитектурных достопримечательностей. Челядзь изменяется из года в год. Благодаря притоку капитала стали возможны очередные инвестиции. При компаниях развивались мелкие и более крупные предприятия. С 1924 начинается история Керамических Предприятий «Юзефув». Развивающийся промысел требовал рабочих рук, отсюда появился приплыв работников из различных регионов Польши, а в результате значительно возросло количество жителей. После Второй мировой войны обе шахты были национализированы, а далее объединены. Под различными названиями и в различных организационных структурах они функционировали до 1996 года, когда было принято решение об их ликвидации. С того времени происходит процесс реструктуризации и создается новое лицо города.
Во время Второй мировой войны город носил немецкое название Хойерштадт (нем. Häuerstadt). В 1957–1975 годах Челядзь имела статус города на правах повета. В 1975–1998 годах административно входила в состав Катовицкого воеводства.

## Транспорт
В городе трамвайная линия, входящая в систему «Силезские Трамваи», которая охватывает 13 городов Силезского воеводства. На территории города — маршруты автобусов городской и междугородской коммуникации.

## Mеждународное Сотрудничество
Наиболее долгосрочные связи объединяют Челядзь с французским городом Оби, расположенным в регионе Нор- Паде-Кале, с которым договор о сотрудничестве был подписан в 1973 году. А в 2016 году отмечалась 40 годовщина с начала студенческого обмена. Челядзь является городом, открытым для международного сотрудничества. Деятельность в этой области интенсифицировалась в XXI веке. В 2004 году был заключен договор с Жидачовом, украинским городом, расположенным в Львовской области на реке Стрый, который с XIV века находилось в составе Польского Королевства, а далее, после периода разборов, в течение межвоенного двадцатилетия вновь стал территорией Речипосполитой, как и весь жидачовский повят и станиславовское воеводство. В 2006 году в число городов-партнеров Челядзи вошли города Виесите в Латвии и в 2008 году венгерский город Варпалота В 2015 году был подписан документ о намерениях более тесного сотрудничества с сербским городом Цацак В Челядзи находится местонахождение почетного консульства Сербии во главе с почетным консулом Ранко Томовичем. Цацак является его родным городом, а Челядзь городом, который он выбрал. Здесь он живет и работает уже более двадцати лет.

## Известные уроженцы и жители
- Кусьмерская, Илона (1948—2022) — актриса театра и кино, режиссёр дубляжа.
- Потасиньский, Влодзимеж (1956—2010) — генерал, командующий Специальными войсками Польши.
- Сланя, Чеслав (1921—2005) — известный гравёр почтовых марок и банкнот.
- Грабовский, Хенрик (1929—2012) — легкоатлет. Выступал на Олимпийских играх.

## Фотографии

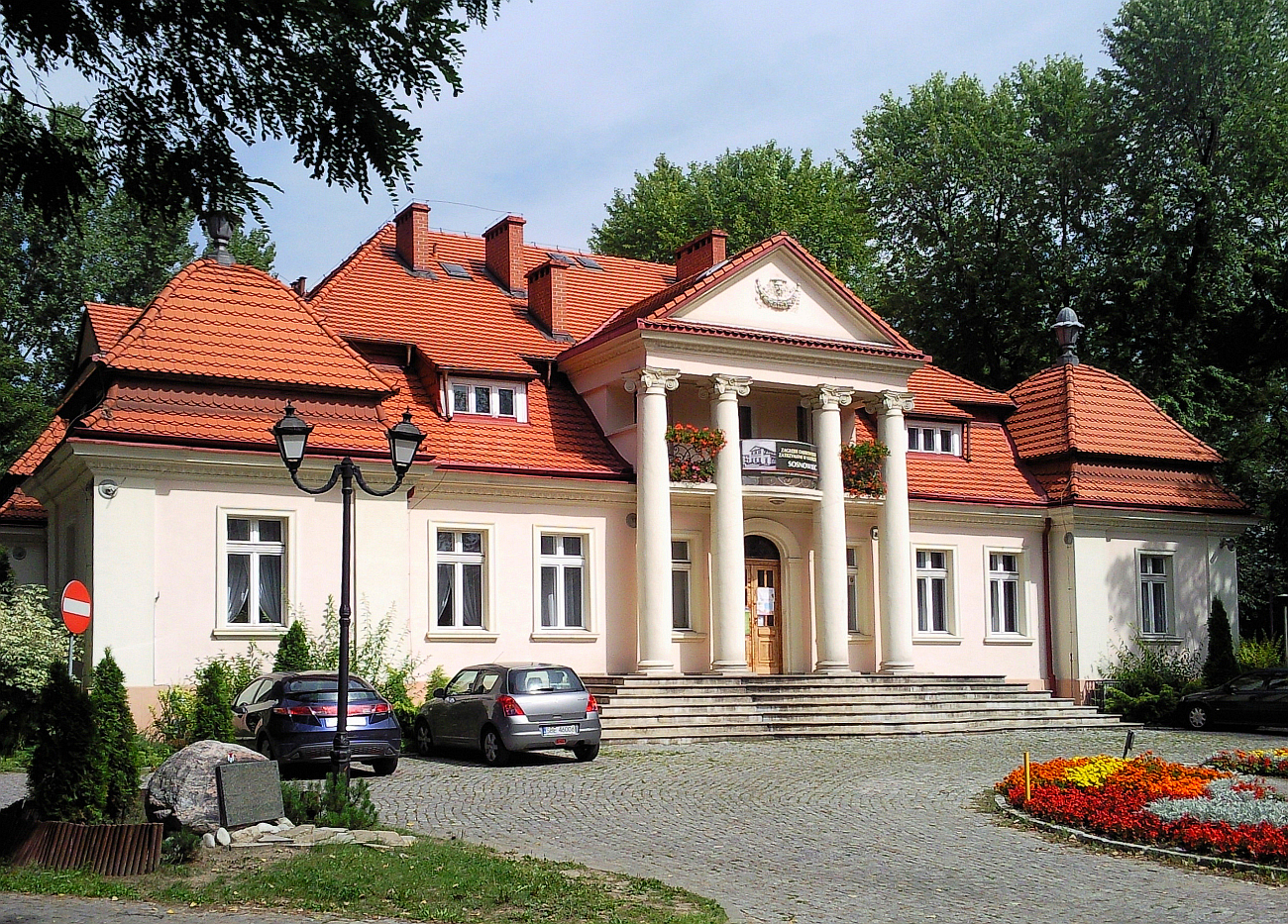
Музей
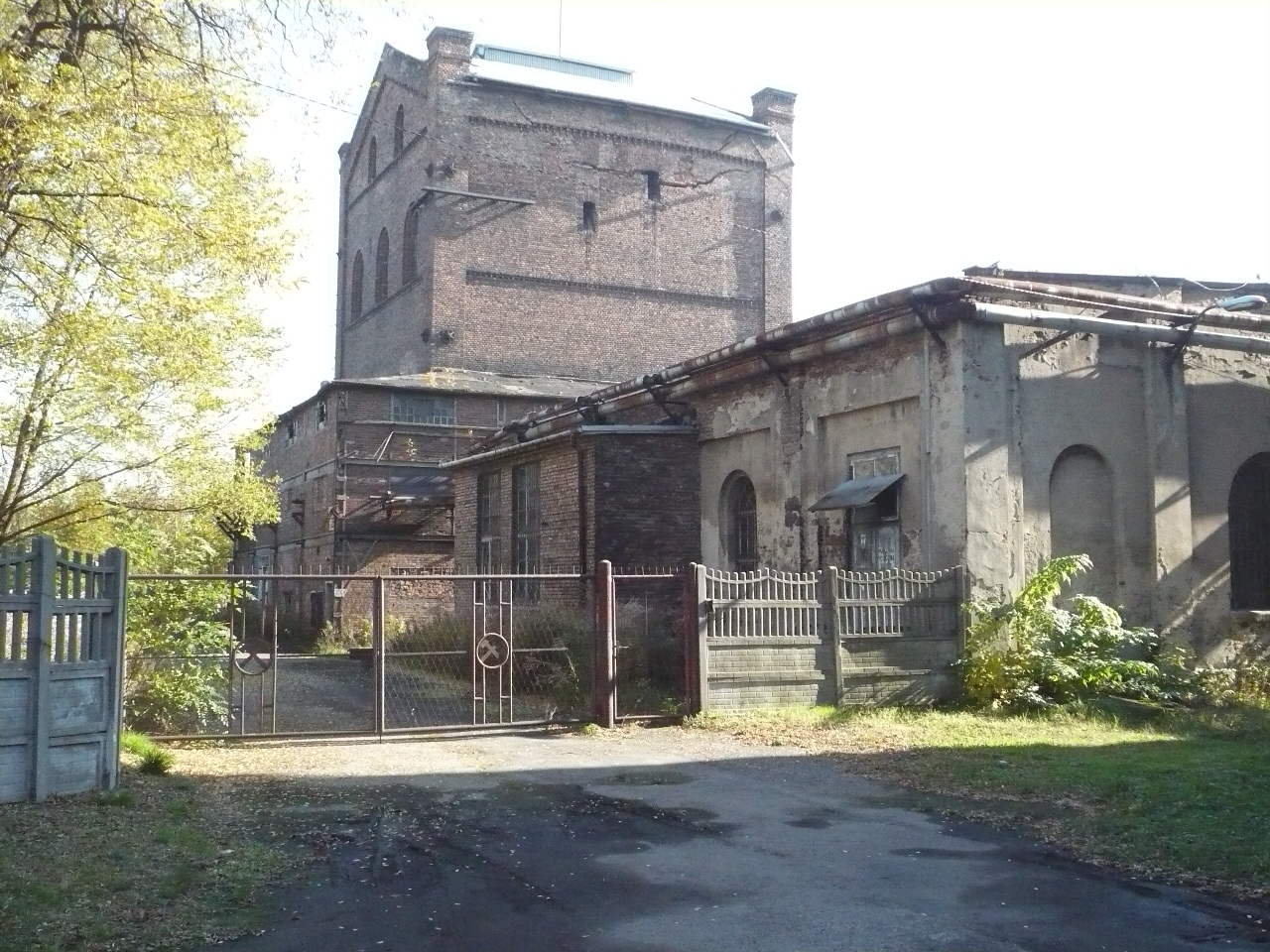
Бывшая угольная шахта
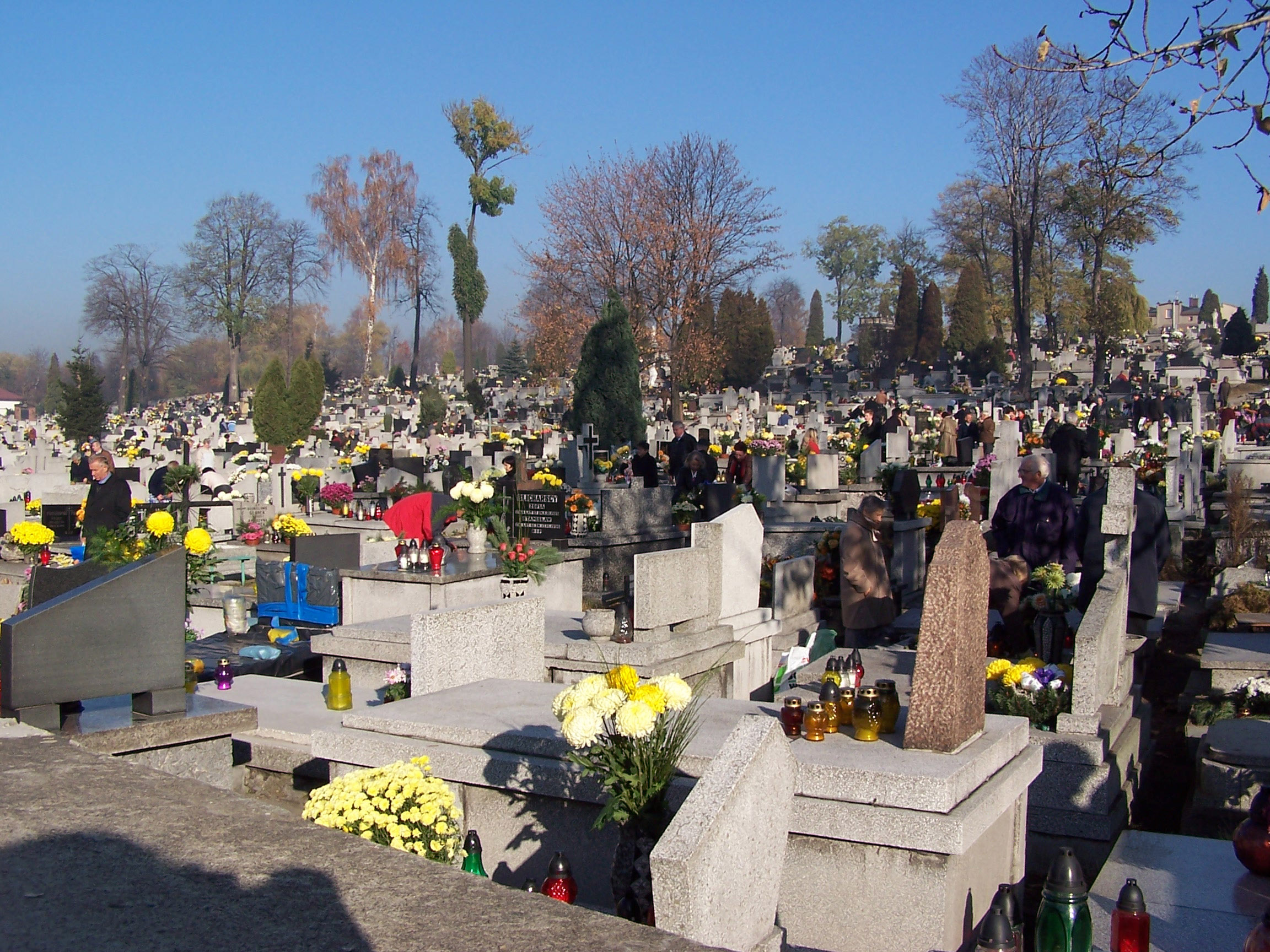
Кладбище
Челядзь на карте Бендзинского повята